# Sabacon imamurai
Sabacon imamurai is een hooiwagen uit de familie Sabaconidae.